# Dekaloog, negen
Dekaloog, negen (Pools: Dekalog, dziewięć) is een Poolse televisiefilm uit 1988. Dit negende deel van de Dekaloogserie van regisseur Krzysztof Kieślowski gaat over het negende gebod: U zult de vrouw van uw naaste niet begeren.

## Verhaal
Roman krijgt van een vriend en collega-arts de diagnose impotentie. Zijn vriend zegt dat hij beter kan scheiden van zijn vrouw Hanka. Als Roman en Hanka de diagnose bespreken, blijkt dat ze van elkaar houden en elkaar niet willen verliezen. Hanka zegt dat er in een relatie belangrijkere dingen zijn dan seks en dat ze zonder kan. Roman suggereert dat ze, als ze er nog geen heeft, een minnaar zou moeten zoeken, maar ze weigert en wil er niet verder over praten.
Als Roman de volgende dag naar zijn werk gaat, ziet hij een jonge man bij hun huizenblok. Wanneer Roman alleen thuis is, gaat de telefoon en hoort hij een mannenstem. Hij tapt de telefoonlijn af, zodat hij voortaan alle gesprekken kan beluisteren. Hanka en haar minnaar Mariusz hebben hun afspraakjes in haar moeders appartement. Roman sluipt het appartement binnen en kijkt toe terwijl Hanka Mariusz vertelt dat hun affaire voorbij is. Nadat Mariusz het appartement verlaten heeft, ontdekt Hanka dat Roman zich in een kast verstopt heeft. Roman vergeeft haar en ze proberen een nieuwe start te maken door elkaar een tijdje niet te zien.
Hanka gaat skiën in de bergen, waar ze plotseling Mariusz ontmoet, die haar zonder haar medeweten is gevolgd. Hanna onderbreekt abrupt haar vakantie en keert terug naar Warschau. Als Roman ontdekt dat Mariusz ook naar de bergen is gegaan, denkt Roman dat ze hem bedriegt en doet een zelfmoordpoging door zich met zijn fiets van een brug naar beneden te laten storten. Hanka vindt thuis Romans afscheidsbrief en vreest het ergste. Dan gaat de telefoon: het is Roman die belt vanuit het ziekenhuis.

## Rolverdeling
| Acteur                 | Personage |
| ---------------------- | --------- |
| Ewa Blaszczyk          | Hanka     |
| Piotr Machalica        | Roman     |
| Artur Barcis           | fietser   |
| Jan Jankowski          | Mariusz   |
| Jolanta Pietek-Górecka | Ola       |
| Katarzyna Piwowarczyk  | Ania      |
| Jerzy Trela            | Mikolaj   |